# Eduard Ausfeld
Ernst Wilhelm Eduard Ausfeld (18.8.1885-1946) var en tysk officer.
Han tjänstgjorde 1915-18 som utbildare bland finländska frivilliga i jägarrörelsen vid Lockstedt. Han deltog med överstes grad i det finska inbördeskriget 1918, bl.a. under slaget om Tammerfors, och som kommendör för en stridsgrupp i Viborgoperationen.
1942 tilldelades Ausfeld Frihetskorsets orden 1. klass.